# Microtus mystacinus
Източноевропейската полевка (Microtus mystacinus) е вид полевка (гризач) от семейство Хомякови (Cricetidae).

## Разпространение и местообитание
Среща се в Албания, България, Финландия, Гърция, Иран, Свалбард (случайно въведен през 1920 г.), Северна Македония, Румъния, Русия, Сърбия и Черна гора, Словакия, Турция, Украйна и Норвегия.

## Таксономия
На Свалбард видът е открит за първи път през 1960 г. в района на Грумант, но първоначално е смятан за обикновена полевка, докато генетичният анализ не го идентифицира правилно през 1990 г.